# Miombopiplärka
Miombopiplärka (Anthus nyassae) är en fågel i familjen ärlor inom ordningen tättingar.

## Utseende
Miombopiplärkan är en stor piplärka med streckad rygg och beigefärgade yttre stjärtpennor. Arten är i stort sett identisk med långnäbbad piplärka, men förekommer i andra områden och miljöer. Även långstjärtad piplärka och brunryggig piplärka är lik, men dessa saknar streckning på ryggen.

## Utbredning och systematik
Miombopiplärka delas in i fyra underarter med följande utbredning:
- Anthus nyassae schoutedeni – förekommer från sydöstra Gabon och södra Republiken Kongo till södra Demokratiska Republiken Kongo och södra Angola
- Anthus nyassae nyassae – förekommer från Zambia till södra Tanzania, Malawi och nordvästra Moçambique
- Anthus nyassae chersophilus – förekommer i nordöstra Namibia och norra Botswana
- Anthus nyassae frondicolus – förekommer i Zimbabwe och södra Moçambique

### Släktestillhörighet
DNA-studier visar att arterna i släktet Anthus inte står varandra närmast, där typarten för släktet ängspiplärkan står närmare piplärkorna i Macronyx än miombopiplärka och dess närmaste släktingar (bland andra långnäbbad piplärka och långstjärtad piplärka). Det medför att miombopiplärka antingen kommer föras till ett annat släkte i framtiden, eller att Macronyx inkluderas i Anthus. Inga större taxonomiska auktoriteter har dock ännu implementerat dessa nya forskningsresultat.

## Levnadssätt
Miombopiplärkan förekommer i lövfällande skogstyper, framför allt miombo och Baikiaea plurijuga. Den påträffas mestadels på marken, men kan också sätta sig i träd, särskilt efter uppflog.

## Status och hot
Arten har ett stort utbredningsområde och en stor population med stabil utveckling och tros inte vara utsatt för något substantiellt hot. Utifrån dessa kriterier kategoriserar internationella naturvårdsunionen IUCN arten som livskraftig (LC).

## Namn

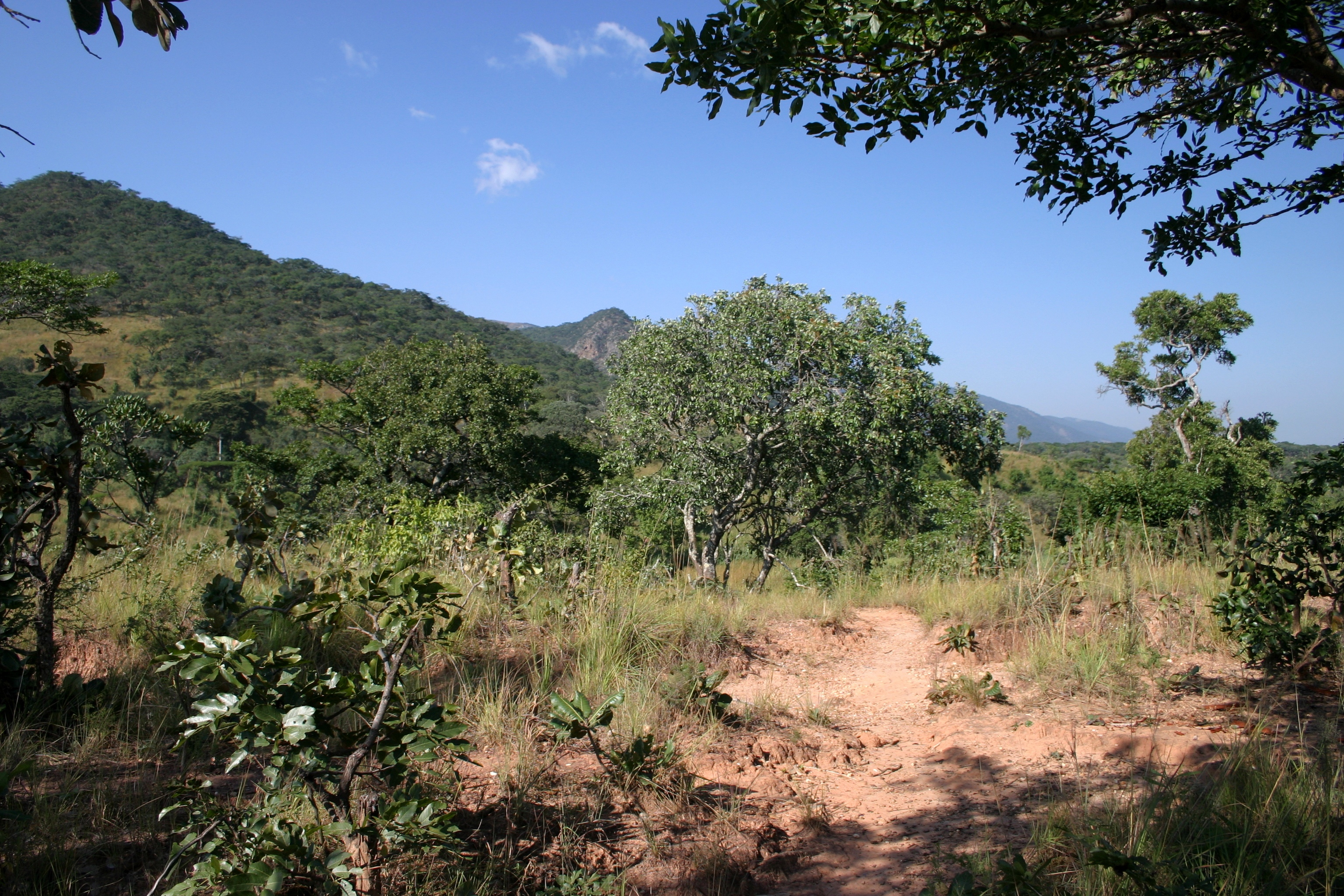
Fågeln är uppkallad efter skogstypen miombo där den förekommer.

Miombo är swahili för trädsläktet Brachystegia som omfattar ett stort antal arter, vilka bildar en öppen skog eller ett savannlandskap i södra Centralafrika. Miombo är också en beteckning för denna vegetationstyp som dominerar inom stora delar av området.
Fågelns vetenskapliga artnamn syftar på Nyassadistrikitet i Tyska Östafrika, dagens Tanzania.